# Rhythm and Blues Foundation
La fundación “Rhythm and Blues” es una organización independiente sin ánimo de lucro de los Estados Unidos que se dedica a la conservación histórica y cultural de la música rhythm and blues. 
La idea de esta fundación surgió en 1987 durante unas negociaciones sobre los derechos de autor con el artista Ruth Brown, su abogado, Howell Begle, y su director de Atlantic Records, Ahmet Ertegün. Ertegun hizo una donación de 1,5 millones de dólares estadounidenses y, de esta manera, fue oficialmente fundada en 1988. La fundación proporciona ayuda económica, sanitaria y educativa a través de varias subvenciones y programas para apoyar el R&B y a los artistas de la discográfica Motown de las décadas comprendidas entre los 40 hasta los 70.
La Fundación “Rhythm and Blues” también produce los premios Pioneer Awards, y administra el Programa de Ayuda Económica Doc Pomus, el Fondo de la discográfica Universal Music Group/Motown, y el Fondo Gwendolyn B. Gordy Fuqua.

## Homenajeados de los premios Pioneer Award
2006
- Berry Gordy, Premio a su trayectoria
- Otis Redding, Premio por su legado
- Thom Bell, Premio emprendedor
- Chubby Checker
- Bettye LaVette
- Barbara Mason
- The Delfonics
- Frankie Beverly

2003
- George Clinton
- The Del Vikings
- The Dixie Cups
- The Supremes
- Clarence "Frogman" Henry
- Hal Jackson
- Johnny Nash
- Maceo Parker
- Koko Taylor
- Jackie Wilson (Premio homenaje por su legado)
- Dionne Warwick (Premio a su trayectoria)

2001
- Allen Toussaint
- Big Jay McNeely
- Dee Dee Sharp
- The Emotions
- Fontella Bass
- Holland-Dozier-Holland
- Sly & the Family Stone
- Louis Jordan (Premio homenaje)
- Reverend Al Green (Premio a su trayectoria)

2000
- The Chi-Lites
- Ahmet Ertegün
- Marvin Gaye (Premio homenaje por su legado)
- The Impressions
- Johnnie Johnson
- Clyde Otis
- Sylvia Robinson
- Huey "Piano" Smith
- Stevie Wonder (Premio a su trayectoria)
- Betty Wright

1999
- Johnny Adams
- Ashford & Simpson
- Mickey Baker
- Sam Cooke (Premio homenaje por su legado)
- Isaac Hayes & David Porter
- Brenda Holloway
- John Lee Hooker (Premio a su trayectoria)
- Patti LaBelle & The Bluebells
- Barbara Lewis
- Barbara Lynn
- The Manhattans
- Garnet Mimms
- Johnny Moore
- Bill Pinkney
- Joe Simon
- Charlie Thomas
- Dee Dee Warwick

1998
- Herb Abramson
- Faye Adams
- Bobby Byrd
- Tyrone Davis
- The Five Satins
- The Harptones
- Screamin' Jay Hawkins
- Ernie K-Doe
- Gladys Knight & the Pips (Premio a su trayectoria)
- The O'Jays
- David "Fathead" Newman
- Kim Weston

1997
- William Bell
- Gary U.S. Bonds
- Clarence Gatemouth Brown
- Gene Chandler
- The Four Tops (Premio a su trayectoria)
- Little Milton
- Gloria Lynne
- Smokey Robinson & The Miracles
- Ruby & The Romantics
- The Spinners
- Phil Upchurch
- Van "Piano Man" Walls

1996
- Dave Bartholomew
- The Cadillacs
- The Chantels
- Bo Diddley (Premio a su trayectoria)
- Betty Everett
- The Flamingos
- Eddie Floyd
- The Isley Brothers
- Jay McShann
- Johnnie Taylor
- Doris Troy
- Johnny "Guitar" Watson
- Bobby Womack

1995
- Booker T. & the M.G.'s
- Fats Domino (Premio a su trayectoria)
- Inez and Charlie Foxx
- Cissy Houston
- Illinois Jacquet
- Darlene Love
- The Marvelettes
- The Moonglows
- Lloyd Price
- Arthur Prysock
- Mabel Scott
- Junior Walker
- Justine "Baby" Washington

1994
- Otis Blackwell
- Jerry Butler
- The Coasters/The Robins
- Clarence Carter
- Don Covay
- Bill Doggett
- Mable John
- Ben E. King
- Little Richard (Premio a su trayectoria)
- Johnny Otis
- Earl Palmer
- The Shirelles
- Irma Thomas

1993
- Hadda Brooks
- James Brown (Premio a su trayectoria)
- Solomon Burke
- Dave Clark
- Floyd Dixon
- David "Panama" Francis
- Lowell Fulson
- Erskine Hawkins
- Little Anthony & the Imperials
- Wilson Pickett
- Martha Reeves & The Vandellas
- Carla Thomas
- Jimmy Witherspoon

1992
- Hank Ballard
- Bobby "Blue" Bland
- The Dells
- Aretha Franklin (Premio a su trayectoria)
- Chuck Jackson
- Ella Johnson
- Nellie Lutcher
- The Staple Singers
- Jesse Stone
- Rufus Thomas
- Paul "Hucklebuck" Williams

1990/91
- Maxine Brown (cantante de soul)
- Ray Charles (Premio a su trayectoria)
- The Five Keys
- Al Hibbler
- Albert King
- Jimmy McCracklin
- Curtis Mayfield
- Sam Moore
- Doc Pomus
- The Spaniels

1989
- LaVern Baker
- Charles Brown
- Ruth Brown
- The Clovers
- Etta James
- "Little" Jimmy Scott
- Percy Sledge
- Mary Wells